# Eljif Elmas
Eljif Elmas, né le 24 septembre 1999 à Skopje, est un footballeur international macédonien d'origine turque et albanaise qui évolue au poste de milieu offensif au Torino FC, en prêt du RB Leipzig.

## Carrière

### En club

#### FK Rabotnički
Eljif Elmas fait ses débuts professionnels avec le FK Rabotnički le 4 octobre 2015 en championnat de Macédoine face au FK Metalurg Skopje, il entre en jeu à la 89e minute. Le 10 avril 2016, il inscrit son premier but lors d'un match face au FK Horizont Turnovo. Pour sa première saison dans l'élite, il participe à onze rencontres.
L'année suivante, à seulement 17 ans, il réalise une saison complète avec son club. Il marque six buts et délivre sept passes décisives en trente-trois matchs de championnat. Il découvre également les compétitions internationales en participant à deux matchs de Ligue Europa. Pour son premier match européen, il inscrit même le but de l'égalisation face aux Monténégrins de Budućnost (1-1). Ses performances lui permettent d'être sélectionné avec la Macédoine en juin 2017.

#### Fenerbahçe SK
Lors de l'été 2017, Eljif Elmas rejoint le club du Fenerbahçe SK.

#### SSC Napoli
Le 23 juillet 2019, il signe un contrat de 5 ans avec le SSC Napoli. L'indemnité de transfert est de 17,7 millions d'euros.

#### RB Leipzig
Le 27 décembre 2023, il signe un contrat de 4 ans et demi au RB Leipzig. L'indemnité de transfert est de 24 millions d'euros. Il remplace Emil Forsberg, transféré quelques jours plus tôt au Red Bulls de New York.

### En sélection
Avec les espoirs, il participe au championnat d'Europe espoirs en 2017. Lors de cette compétition, il joue trois matchs : contre l'Espagne, la Serbie, et le Portugal. Il délivre une passe décisive contre le Portugal.
Il honore sa première sélection avec l'équipe de Macédoine le 11 juin 2017 lors d'un match perdu deux à un face à l'Espagne.
Avec celle-ci, il se qualifie à la première participation de son pays à une compétition majeure, l'Euro 2020, en battant la Géorgie (1-0) en finale des barrages des éliminatoires du Championnat d'Europe de football 2020, le 8 octobre 2020.

## Palmarès
SSC Napoli
- Coupe d'Italie de football (1)
  - Vainqueur en 2020.

- Championnat d'Italie de football (1)
  - Champion en 2023.

## Statistiques
| Saison                | Club                  | Championnat           | Championnat | Championnat | Championnat | Coupe(s) nationale(s) | Coupe(s) nationale(s) | Coupe(s) nationale(s) | Supercoupe | Supercoupe | Supercoupe | Compétition(s) continentale(s) | Compétition(s) continentale(s) | Compétition(s) continentale(s) | Compétition(s) continentale(s) | Macédoine du Nord | Macédoine du Nord | Macédoine du Nord | Total | Total | Total |
| Saison                | Club                  | Division              | M.          | B.          | P.d.        | M.                    | B.                    | P.d.                  | M.         | B.         | P.d.       | Comp.                          | M.                             | B.                             | P.d.                           | M.                | B.                | P.d.              | M.    | B.    | P.d.  |
| 2015-2016             | FK Rabotnički         | Prva Makedonska       | 11          | 1           | 1           | 3                     | 1                     | 0                     | -          | -          | -          | -                              | -                              | -                              | -                              | -                 | -                 | -                 | 14    | 2     | 1     |
| 2016-2017             | FK Rabotnički         | Prva Makedonska       | 33          | 6           | 7           | 2                     | 0                     | 0                     | -          | -          | -          | C3                             | 2                              | 1                              | 0                              | 1                 | 0                 | 1                 | 38    | 7     | 8     |
| Sous-total            | Sous-total            | Sous-total            | 44          | 7           | 8           | 5                     | 1                     | 0                     | -          | -          | -          | -                              | 2                              | 1                              | 0                              | 1                 | 0                 | 1                 | 52    | 9     | 9     |
| 2017-2018             | Fenerbahçe SK         | Süper Lig             | 5           | 0           | 0           | 2                     | 0                     | 0                     | -          | -          | -          | -                              | -                              | -                              | -                              | 2                 | 0                 | 1                 | 9     | 0     | 1     |
| 2018-2019             | Fenerbahçe SK         | Süper Lig             | 29          | 4           | 0           | 2                     | 0                     | 0                     | -          | -          | -          | C1+C3                          | 2+7                            | 0+0                            | 0+0                            | 9                 | 2                 | 2                 | 49    | 6     | 2     |
| Sous-total            | Sous-total            | Sous-total            | 34          | 4           | 0           | 4                     | 0                     | 0                     | -          | -          | -          | -                              | 9                              | 0                              | 0                              | 11                | 2                 | 3                 | 58    | 6     | 3     |
| 2019-2020             | SSC Naples            | Serie A               | 26          | 1           | 1           | 5                     | 0                     | 1                     | -          | -          | -          | C1                             | 5                              | 0                              | 0                              | 6                 | 2                 | 1                 | 42    | 3     | 3     |
| 2020-2021             | SSC Naples            | Serie A               | 33          | 2           | 1           | 4                     | 1                     | 0                     | 1          | 0          | 0          | C3                             | 6                              | 0                              | 0                              | 10                | 3                 | 2                 | 54    | 6     | 3     |
| 2021-2022             | SSC Naples            | Serie A               | 37          | 3           | 5           | 1                     | 0                     | 0                     | -          | -          | -          | C3                             | 8                              | 4                              | 1                              | 14                | 2                 | 2                 | 60    | 9     | 8     |
| 2022-2023             | SSC Naples            | Serie A               | 36          | 6           | 3           | 1                     | 0                     | 0                     | -          | -          | -          | C1                             | 10                             | 0                              | 0                              | 8                 | 2                 | 0                 | 55    | 8     | 3     |
| 2023-2024             | SSC Naples            | Serie A               | 11          | 2           | 0           | 0                     | 0                     | 0                     | -          | -          | -          | C1                             | 5                              | 0                              | 0                              | 5                 | 1                 | 0                 | 21    | 3     | 0     |
| Sous-total            | Sous-total            | Sous-total            | 142         | 14          | 10          | 11                    | 1                     | 1                     | 1          | 0          | 0          | -                              | 34                             | 4                              | 1                              | 43                | 10                | 5                 | 231   | 29    | 17    |
| 2023-2024             | RB Leipzig            | Bundesliga            | 14          | 0           | 0           | 0                     | 0                     | 0                     | -          | -          | -          | C1                             | 2                              | 0                              | 0                              | 2                 | 0                 | 0                 | 18    | 0     | 0     |
| 2024-2025             | RB Leipzig            | Bundesliga            | 2           | 0           | 0           | 1                     | 0                     | 0                     | -          | -          | -          | C1                             | 3                              | 0                              | 0                              | 4                 | 1                 | 0                 | 10    | 1     | 0     |
| Sous-total            | Sous-total            | Sous-total            | 16          | 0           | 0           | 1                     | 0                     | 0                     | 0          | 0          | 0          | -                              | 5                              | 0                              | 0                              | 6                 | 1                 | 0                 | 28    | 1     | 0     |
| Total sur la carrière | Total sur la carrière | Total sur la carrière | 236         | 25          | 18          | 16                    | 2                     | 1                     | 1          | 0          | 0          | -                              | 50                             | 5                              | 1                              | 61                | 13                | 9                 | 364   | 45    | 29    |